# الأجل الطويل والأجل القصير
في الاقتصاد الجزئي، الأجل الطويل هو الفترة التي يمكن للمنتج خلالها أن يغير جميع عناصر الإنتاج و الطاقة الإنتاجية، بحيث لا توجد قيود تحول دون تغيير مستوى الإنتاج عن طريق تغيير رأس المال أو عن طريق دخول الصناعة أو الخروج منها. وفي الأجل الطويل كل عناصر الإنتاج متغيرة. والأجل القصير هو الفترة الزمنية القصيرة التي لا يتمكن المنتج خلالها من تغيير جميع عناصر الإنتاج من اجل زيادة الإنتاج.